# Calocaerus
Calocaerus (griechisch Καλόκαιρος Kalokairos; † 334 in Tarsos) war ein spätantiker römischer Usurpator.
Calocaerus amtierte als magister pecoris camelorum ‚Herr des Kleinviehs und der Kamele‘ des römischen Kaisers Konstantin auf Zypern. 333/34 erhob er sich gegen Konstantin und proklamierte sich selbst zum Kaiser. Der Zensor Flavius Dalmatius, ein Halbbruder Konstantins, schlug die Erhebung des Calocaerus nieder und stellte ihn und seine Unterstützer in Tarsos in Kilikien vor Gericht. Calocaerus wurde schließlich 334 gekreuzigt, für die Herrschaft Konstantins hatte er allerdings nie eine ernsthafte Bedrohung dargestellt.